# Agonli-Houégbo
Agonli-Houégbo ist ein Arrondissement im Departement Zou im westafrikanischen Staat Benin. Es ist eine Verwaltungseinheit, die der Gerichtsbarkeit der Kommune Zagnanado untersteht.

## Demografie und Verwaltung
Gemäß der Volkszählung 2013 des beninischen Statistikamtes INSAE hatte das Arrondissement 6467 Einwohner, davon waren 3112 männlich und 3355 weiblich.
Von den 43 Dörfern und Quartieren der Kommune Zagnanado entfallen sechs auf Agonli-Houégbo:
1. Ayogo
2. Bamè
3. Dohounmè
4. Houégbo-Aga
5. Houégbo-Do
6. Zoungo-Wokpa